# دونالد أرنولد
دونالد أرنولد (بالإنجليزية: Donald Arnold) (و. 1935  م) هو مجدف كندي، ولد في كيلونا، شارك في التجديف في الألعاب الأولمبية الصيفية 1960 – رجال ثمانية ‏، وRowing at the 1956 Summer Olympics – Men's coxless four ‏.
.

## روابط خارجية
- دونالد أرنولد على موقع الاتحاد الدولي للتجديف (الإنجليزية)
- دونالد أرنولد على موقع اللجنة الأولمبية الدولية (الإنجليزية)
- دونالد أرنولد على موقع أوليمبيديا (الإنجليزية)
- دونالد أرنولد على موقع اللجنة الأولمبية الكندية (الإنجليزية)